# 勝光院
勝光院（しょうこういん）は、東京都世田谷区にある曹洞宗の寺院。元は臨済宗建長寺派。山号は延命山。世田谷領主吉良氏の菩提寺。

## 歴史
勝光院は、旧世田ヶ谷村の字桜木と呼ばれた地域に位置し、現在の桜の区域全体はこの寺の寺領であった。心源院（八王子市下恩方町に現存）の末寺で、1335年（建武2年）吉良治家（あるいは吉良頼氏）の創建と伝えられる。山号を金谿山（もしくは與善山）と称し寺号は「龍鳳寺」といった。
「金谿山」という山号については、1717年（享保2年）の『内検掫附帳』裏表紙に「金谿山勝光院水帳」という記述が見られるのが最も古く、この時期にはかつての山号について「金谿山」と「與善山」の2説が伝承されていたものと推定される。「與善山」のいわれについては、江戸時代後期に吉良義房が書いた『吉良系図』自筆本に吉良治家の法名が「與善院殿」だとする記述があるものの、勝光院本の『吉良系図』では「與善院殿」は治家の孫にあたる頼氏の法名と記述している。
1573年（天正元年）に吉良氏朝が父頼康の菩提を弔うために小机（神奈川県横浜市港北区小机町）の雲松院から曹洞宗の僧である天永琳達を招いて再興し、頼康の法名にちなんで「勝光院」と改称して曹洞宗に属することとなった。徳川家康が関東に入国した後に30石の朱印地を与えた記録が残っていることから、旧吉良氏領内で最も格式の高い寺院といわれる。このとき世田谷で他に朱印地を与えられた寺社は、勝国寺12石、宮坂八幡社（世田谷八幡宮）11石、満願寺が13石で、勝光院の30石は破格の待遇であった。これは家康による吉良氏の旧家臣への慰撫の意味合いがあり、実際には各寺社の吉良氏時代の所領の石高によって定められたものと推定される。
幕末から明治初期にかけての世田ヶ谷村の村高は、彦根藩領416石7090、八幡社領11石0000、勝光院領36石1040、勝国寺領12石0000という内訳であった。明治維新によって寺の所領および所有地の大部分が没収され、勝光院は経済面で窮地に立たされた。住僧の人数も減少したため、1880年（明治13年）には禅堂（衆寮）を売却したが、これはその年3月に始めた堂宇の営繕費用の不足から起きた事態であった。
建物の売却だけではなく、維持の難しい末寺についても併合が実施された。若林にあった常林寺は、1625年（寛永2年）5月に勝光院第6世住職法山春説が開山となった寺院である。常林寺は1872年（明治5年）の段階で檀家がわずかに7軒のみであり、本寺にあたる勝光院の住職が兼務していた上に、1853年（嘉永6年）正月24日の火災で堂宇を全焼していた。そのため1874年（明治7年）5月に東京府知事大久保一翁宛に「常林寺勝光院へ合併願書」を提出し、同年11月29日に許可されている。
昭和期に入って山門や控室などを再建し、1982年（昭和57年）には書院や玄関などが旧状をとどめながらも大幅に改修を実施された。
なお、勝光院の境内地の一部は桜木遺跡（世田谷区遺跡番号86）に包含されている。江戸時代に寺域の変更があった際、勝光院は入口を東側に移動し、旧墓地も改葬したと考えられている。2013年（平成25年）の発掘調査の際、勝光院旧墓地と推定される近代の土壙墓69基が確認された。

## 年表
- 1335年（建武2年）：前身となる龍鳳寺が創建される[21]
- 1546年（天文15年）：吉良頼康により中興[21][7]
- 1573年（天正元年）：曹洞宗僧である天永琳達を招き再興、勝光院に改名[21][7]
- 1582年（天正10年）：本堂(客殿)の建立に着手[21]
- 1591年（天正19年）：徳川家康より三十石の朱印地を寄進される[21][22]
- 1698年（元禄11年）：梵鐘を鋳造[21]
- 1823年（文政6年）：現書院が建立される[21]
- 1831年（天保2年）：伽藍再建計画により本堂を新築[21]
- 1879年（明治12年）：7月30日に火災発生。1棟を焼失、焼失面積20坪[23]
- 1977年（昭和52年）：所在不明だった梵鐘が返還される[24][8]
- 1978年（昭和53年）：鐘楼を新築[24][8]
- 1982年（昭和57年）：改修工事[21]
- 2013年（平成25年）：桜木遺跡第8次調査（第3回）[25]。旧寺域にあった土壙墓の発掘など[19][20]。

## 境内

### 伽藍
勝光院に向かう参道は約150メートルの長さがあり、かつてはその両側にソメイヨシノの並木が植栽されていた。境内は参道に沿って左側に墓地があり、山門が中ほどに建っている。階段を上り切ると、右手には鐘楼がある。
本堂は東向きにあり、右側に庫裡、その奥に書院が配置されている。本堂はかつて茅葺きであったが、1954年（昭和29年）に瓦葺きに改修された。書院の南西面に枯山水が作庭され、さらに中庭に石庭がある。本堂の左手奥に開山堂、手前には客殿が建てられているが、いずれも時代的には新しいものという。
1877年（明治10年）の「曹洞宗明細簿」という資料に、当時の伽藍配置が記載されている。同資料によれば、「境内除地 壱万坪余（中略）境内弐千八拾八坪」と記載されている。当時の伽藍配置は「本堂四拾弐坪、霊堂九坪、書院拾八坪、庫裡四拾五坪、土蔵六坪、裏門弐拾坪、禅堂弐拾七坪、鐘撞堂壱坪七合七勺七才、井棟壱坪五合」である。
前掲資料に記されていた裏門と禅堂は現存しない。裏門は1879年（明治12年）に焼失届が出されていて、禅堂についても1880年（明治13年）には売却された。
鐘楼にある梵鐘は、1698年（元禄11年）の作で、総高144.5センチメートル、口径は75.0センチメートルを測る。勝光院13世住職隆山伝盛の代に同志1000人を募って八王子の鋳物師・加藤太郎兵衛吉高が鋳造したもので、世田谷区内に伝わる梵鐘としては2番目の古さである。第二次大戦中の1944年（昭和19年）に軍の命令によって供出されたが、鋳つぶしを逃れて葛飾区の金蓮院に保存されていた。梵鐘は1977年（昭和52年）に返還され、翌1978年（昭和53年）に東大寺の鐘楼を模して新たな鐘楼が建造された。この梵鐘は2000年（平成12年）11月28日に世田谷区指定有形文化財（工芸品）に指定された。

### 墓地
勝光院は吉良氏の菩提寺であり、吉良氏代々の墓や歴代住職の墓などがある。吉良氏代々の墓石の形態は宝篋印塔、五輪塔、位牌型などが見受けられ、墓地区画の隅には古い墓塔が集積されている。住職の墓石は大半が無縫塔形であり、1992年（平成4年）の時点で開山天永琳達から第29世までが墓域にある。ただし、他の寺院に転住したり客死して別の場所に葬られたりなどの理由で、数代分の墓石を欠いた状態である。
墓所区画内で最も古い年代が記された墓石は、1349年（貞和5年） のものである。その墓石は、「興善寺殿」の院殿号と「吉良頼氏」の名が刻まれた宝篋印塔である。しかし、制作時期は棟の側面に刻まれた銘から1642年（寛永19年）に追善供養のために作ったものと推定されている。吉良家の墓所は、2001年（平成13年）11月28日に世田谷区の史跡となった（墓所面積 176.50平方メートル）。
幕臣の広戸備後正之も、この寺に葬られている。広戸正之は駿河の出身で、今川義元に仕えていた。今川家の没落後に徳川家に仕え、致仕後に世田谷に隠棲した。1612年（慶長17年）に死去し、勝光院に葬られている。なお、勝光院第2世住職観堂宗察も、広戸氏の一族である。

## 文化財

### 世田谷区指定文化財
- 吉良氏墓所（既述）
- 梵鐘（既述）
- 書院（非公開）：寄棟造りで茅葺屋根、規模は桁行が4.5間（約8.19メートル）、梁間が4間（7.28メートル）[41][42]。南側に表座敷二間と北側に裏座敷、納戸座敷を配した4つの部屋で構成される[42]。建築年代は柱枘及び棟札の記載により「1823年（文政6年）10月27日」と判明している[41]。横根村（現在の大蔵一丁目付近）の棟梁・岡庭政右衛門が手掛けた建築である[42]。1982年（昭和57年）12月28日に世田谷区指定有形文化財（建造物）となった[42]。

### 世田谷名木百選
勝光院の境内は緑豊かで、古木や大木になった庭木が見られる。よく手入れされた竹林と竹垣のある風景は「宮ノ坂勝光院と竹林」として「せたがや百景」に選定された。
- カナメモチ：寺の要の木として植えられたといわれる。生長の遅い木で、大木になることは珍しい[44]。
- イヌザクラ：寺院の内苑にあるため、非公開である[45]。開花期は4月で、世田谷区内ではこれだけ大木になるのは珍しいという[45]。
- モウソウチク（群）：この竹林は、世田谷城の防備の一つとして配されたものといわれる[46]。都市化の進展による開発のため、竹林は減少の一途をたどっている[45]。勝光院の竹林は、植生の密度や林床の管理が行き届いている[45]。

### その他
- 木造虚空蔵菩薩坐像：勝光院本尊。安土桃山時代の作品と推定されている[47]。吉良氏重臣の関加賀守が寄進したとされる[48]。
- 木造千手観音菩薩坐像：勝光院の塔頭で世田谷城跡にあった千手院（廃寺）の本尊[1][49]。清水寺式の千手観音[50]。
- 火蛇の爪：「勝光院過去帳裏書」に葬送時に現れた怪物を寺の住持が数珠で祓った時に怪物が落とした爪との記載がある[51][52]。1872年（明治5年）の『禅臨済宗 禅曹洞宗 禅黄檗宗 本末一派寺院明細帳』という資料によれば、この住持は第2世住職観堂宗察であるという[52]。爪は3個あって、寺宝として水晶の数珠とともに保存されている[1][52]。

## 参考画像

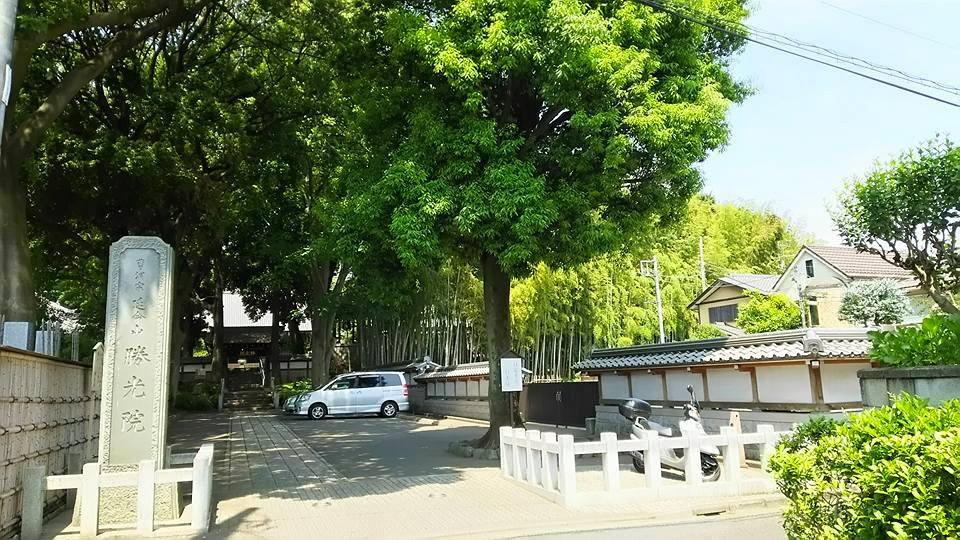
世田谷勝光院入口
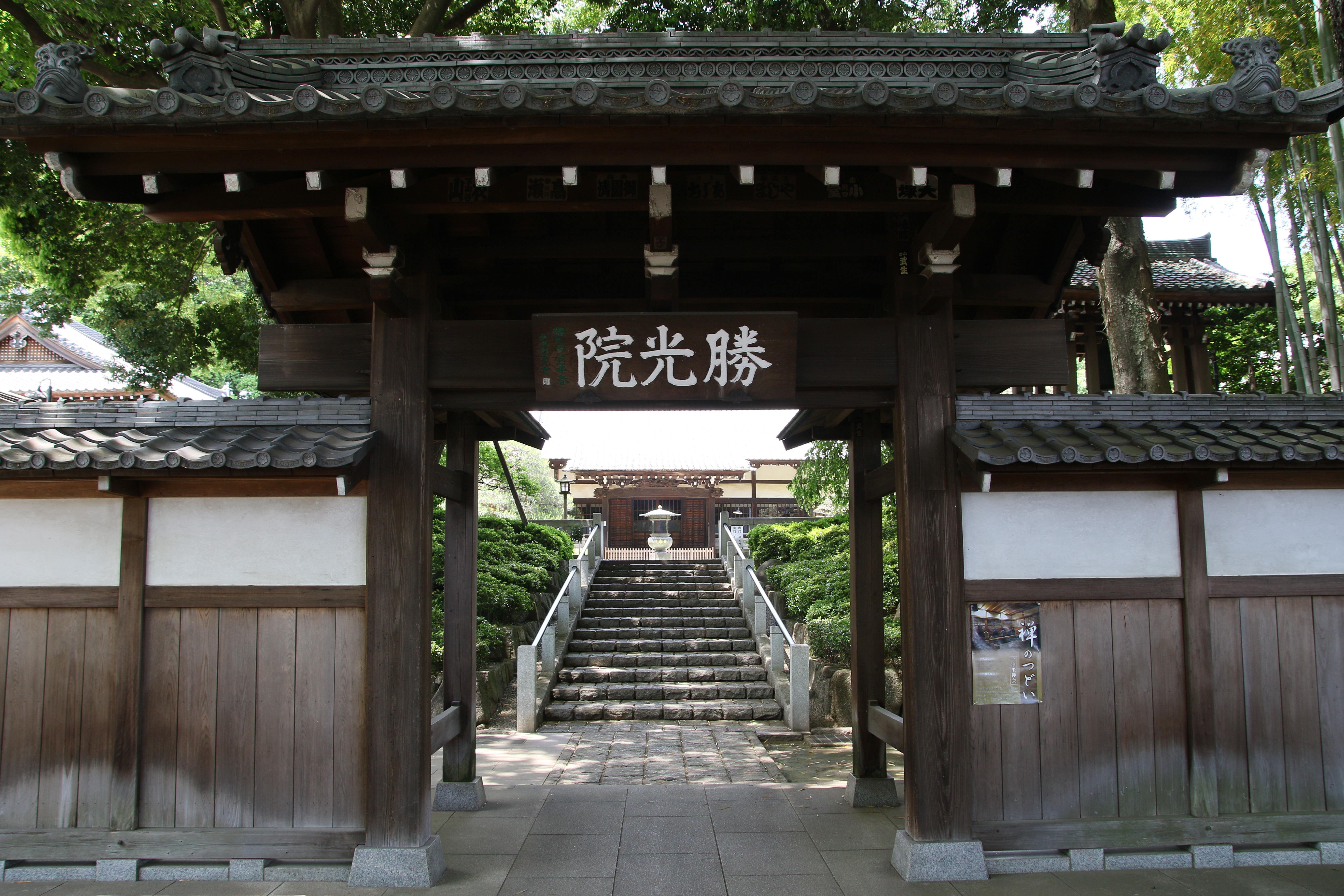
山門
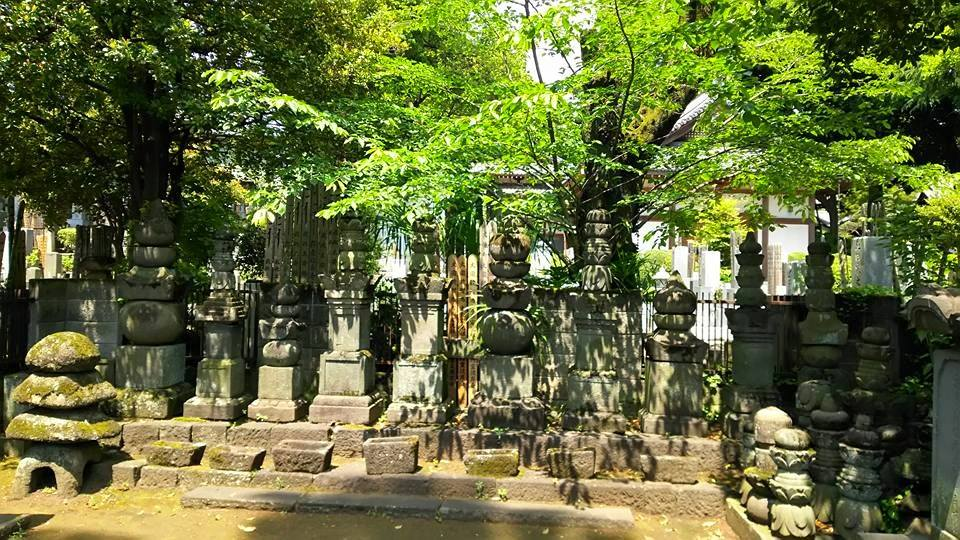
吉良家墓石群
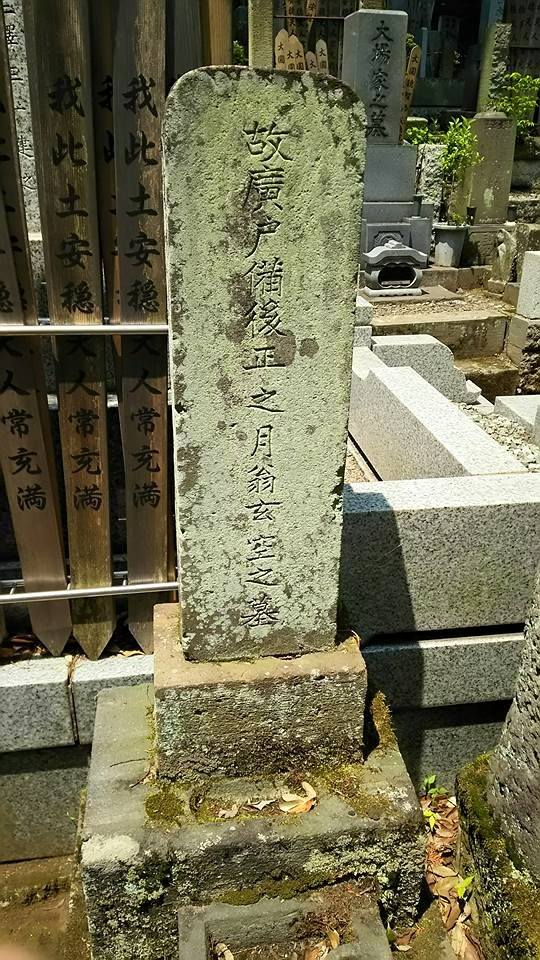
廣戸備後正之墓石
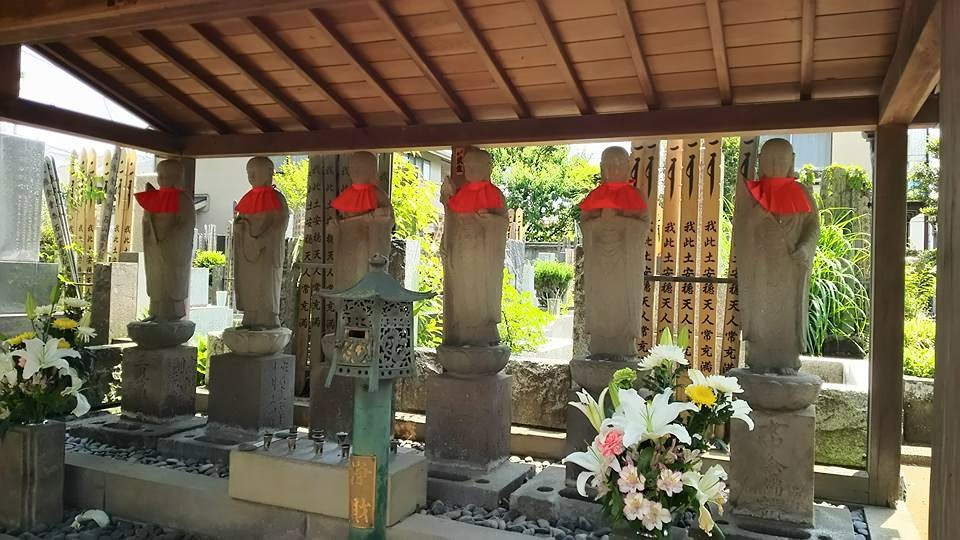
六地蔵
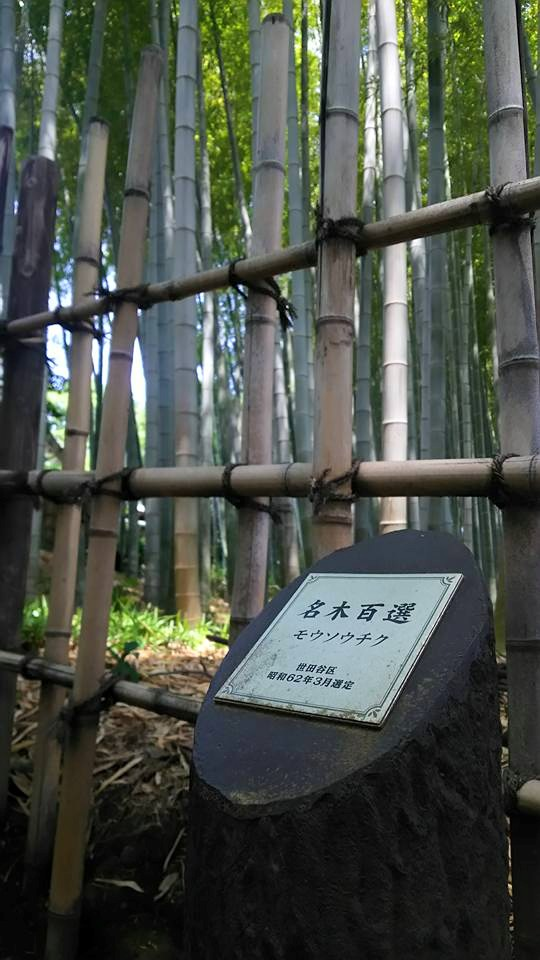
世田谷区名木百選モウソウチク
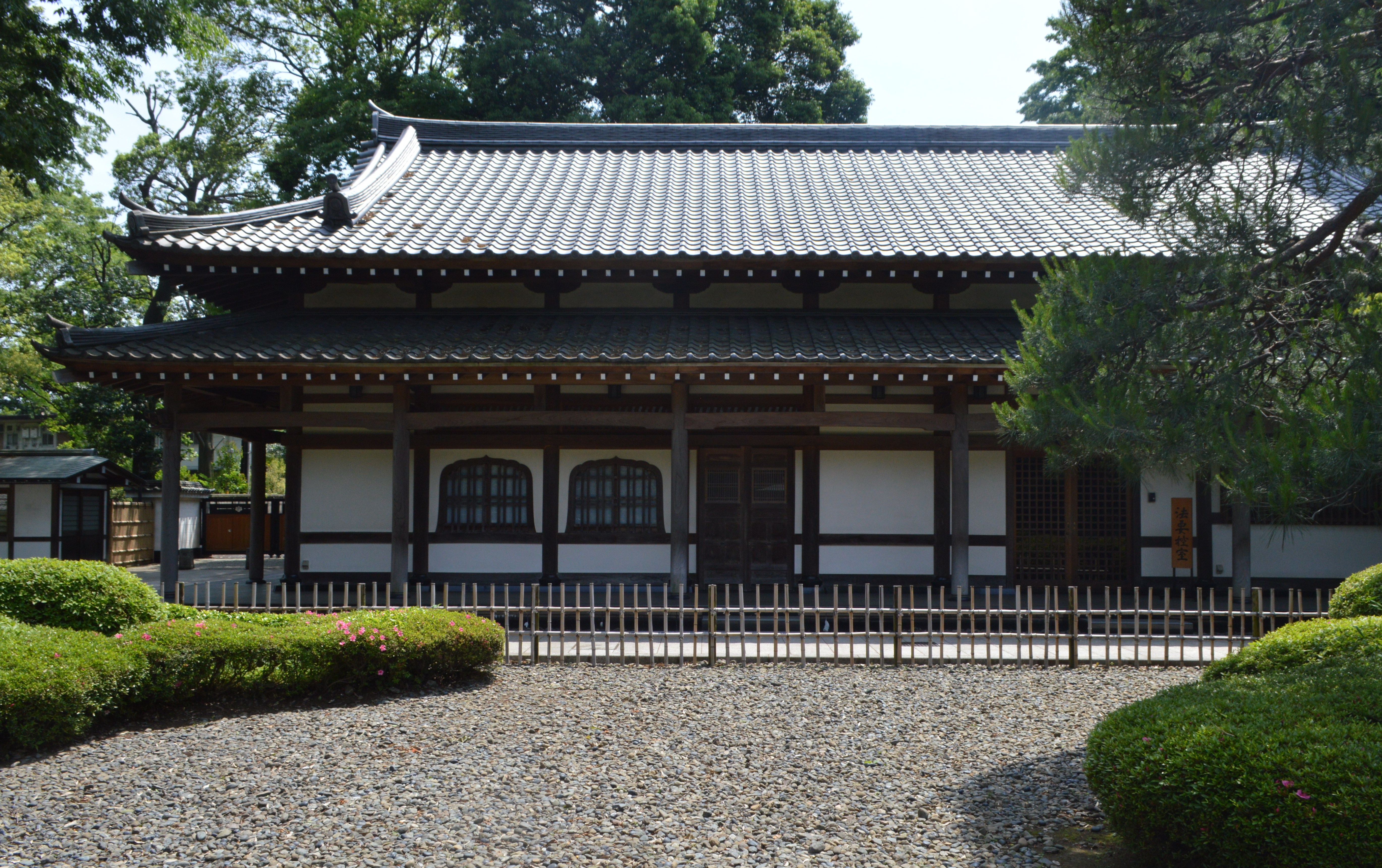
客殿
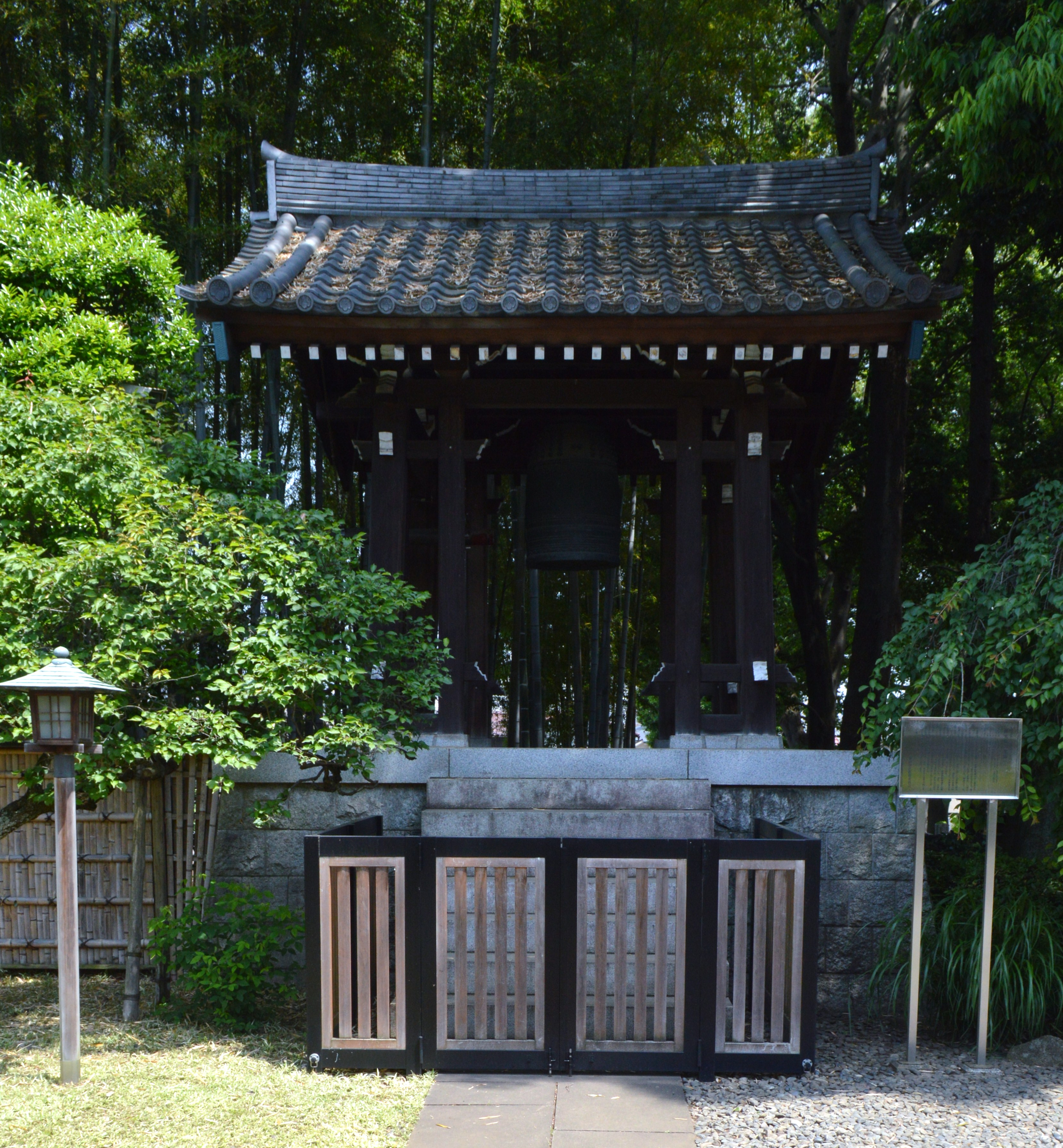
鐘楼
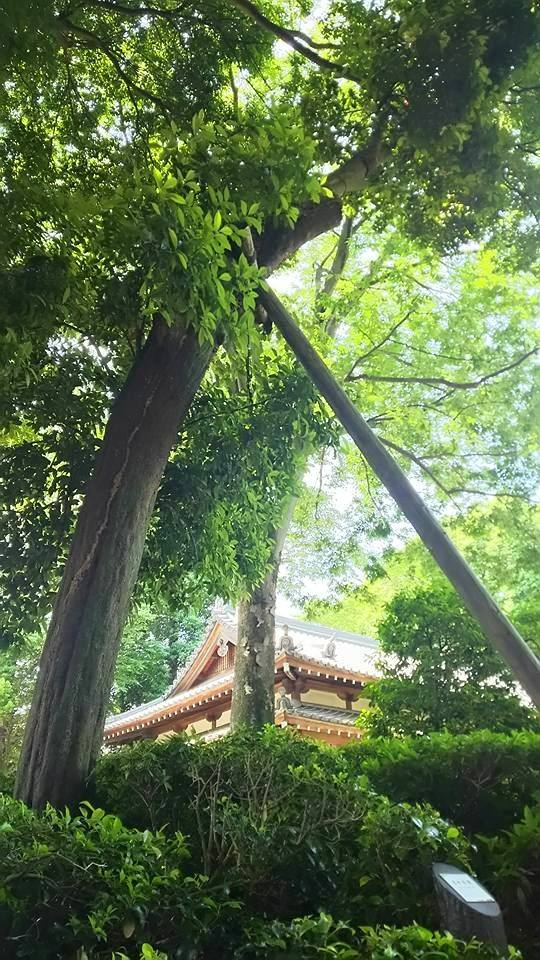
世田谷勝光院 世田谷区カナメモチと客殿
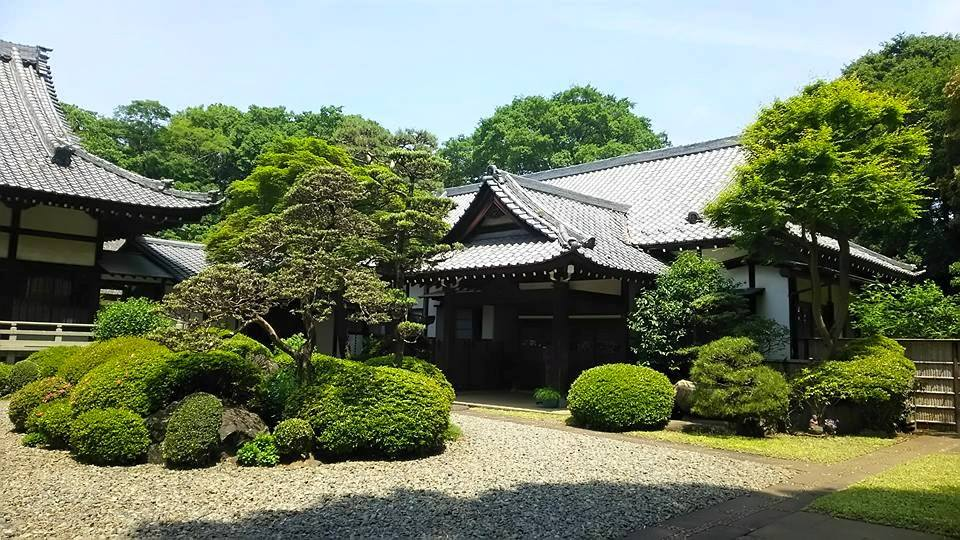
世田谷勝光院 庫裡
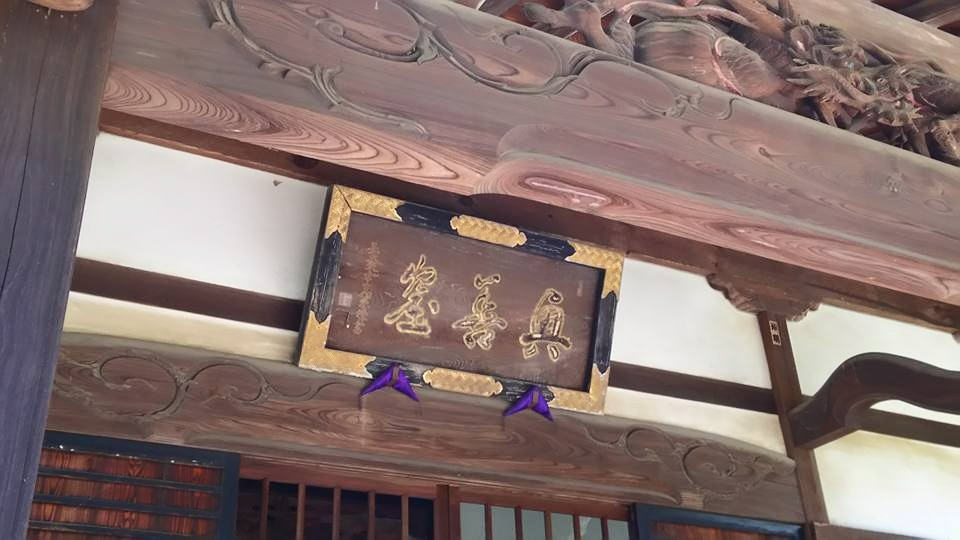
世田谷勝光院 扁額
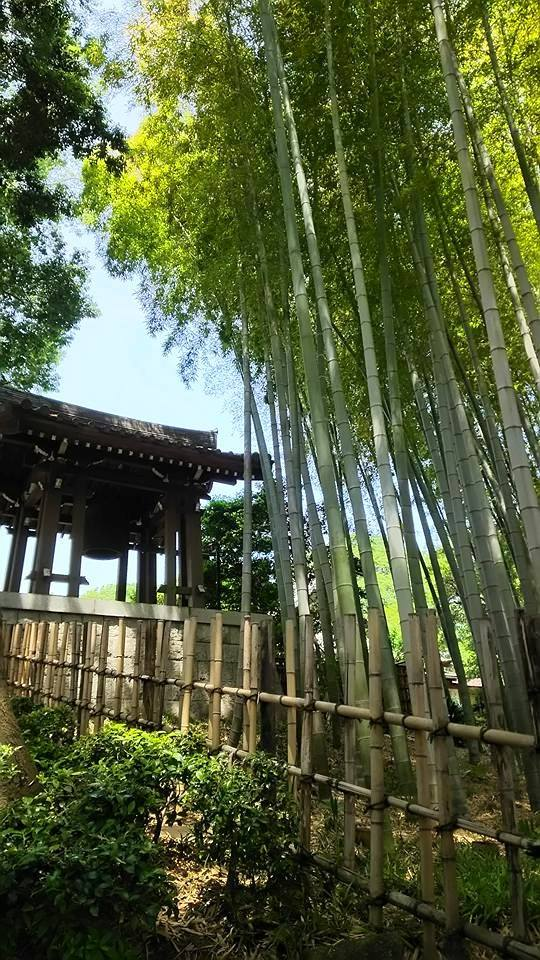
世田谷勝光院 鐘楼と竹林

## 交通アクセス
- 鉄道
  - 東急世田谷線 「上町」又は「宮の坂」下車徒歩4分[1]